# St. Johannes der Täufer (Vogach)

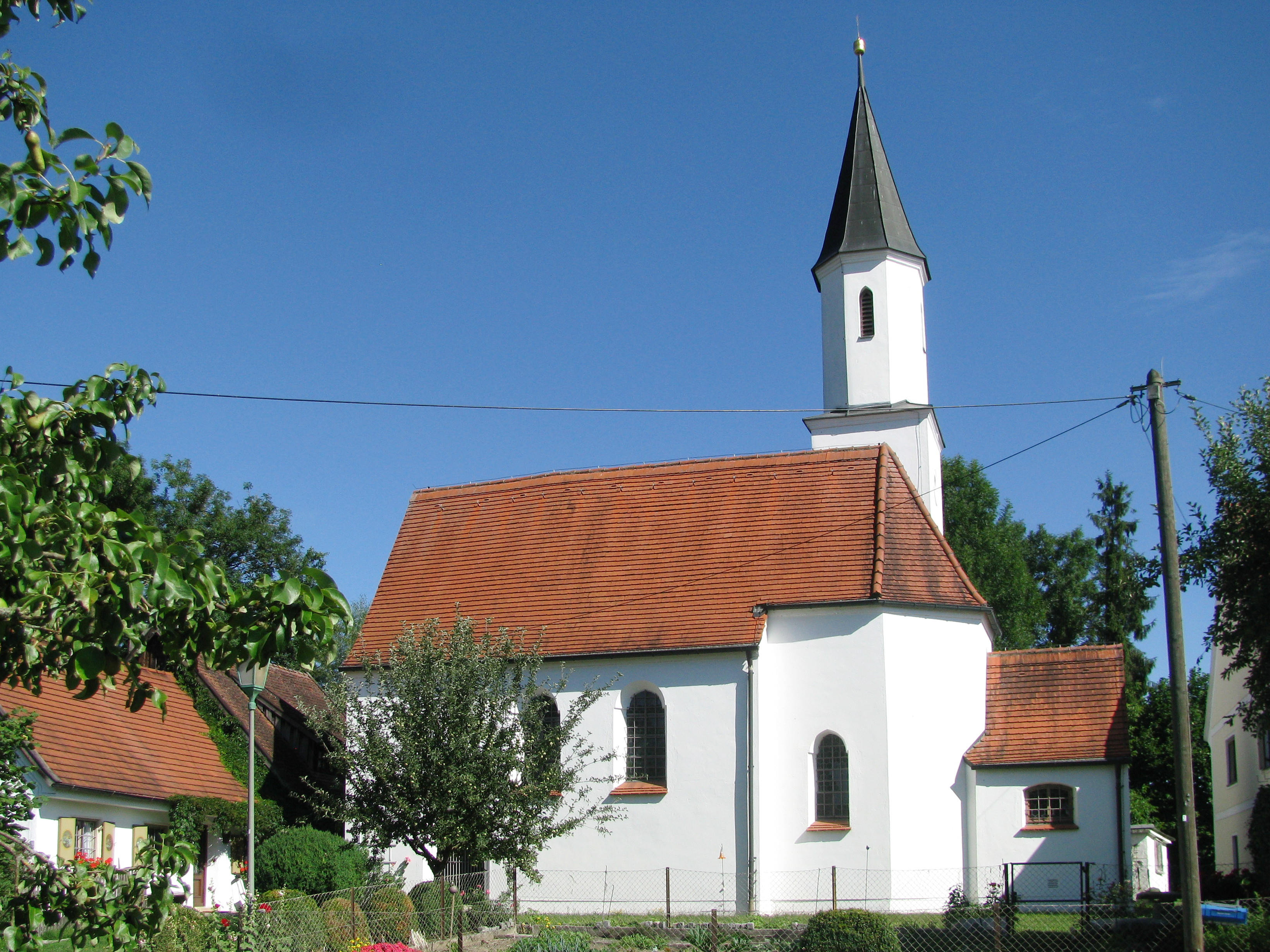
Filialkirche St. Johannes der Täufer

Innenraum mit Blick zum Chor

Die am nördlichen Ortsrand von Vogach, einem Ortsteil der Gemeinde Mittelstetten im oberbayerischen Landkreis Fürstenfeldbruck, stehende römisch-katholische Filialkirche St. Johannes der Täufer (ursprünglich St. Michael, auch: St. Michael und Johannes der Täufer) ist ein spätgotischer Saalbau mit eingezogenem Polygonalchor und 1875 errichtetem Chorseitenturm. Der Chor wurde Ende des 17. Jahrhunderts barockisiert und stuckiert, die Barockisierung des Langhauses folgte 1766. Die Kirche steht unter Denkmalschutz.

## Deckenfresko

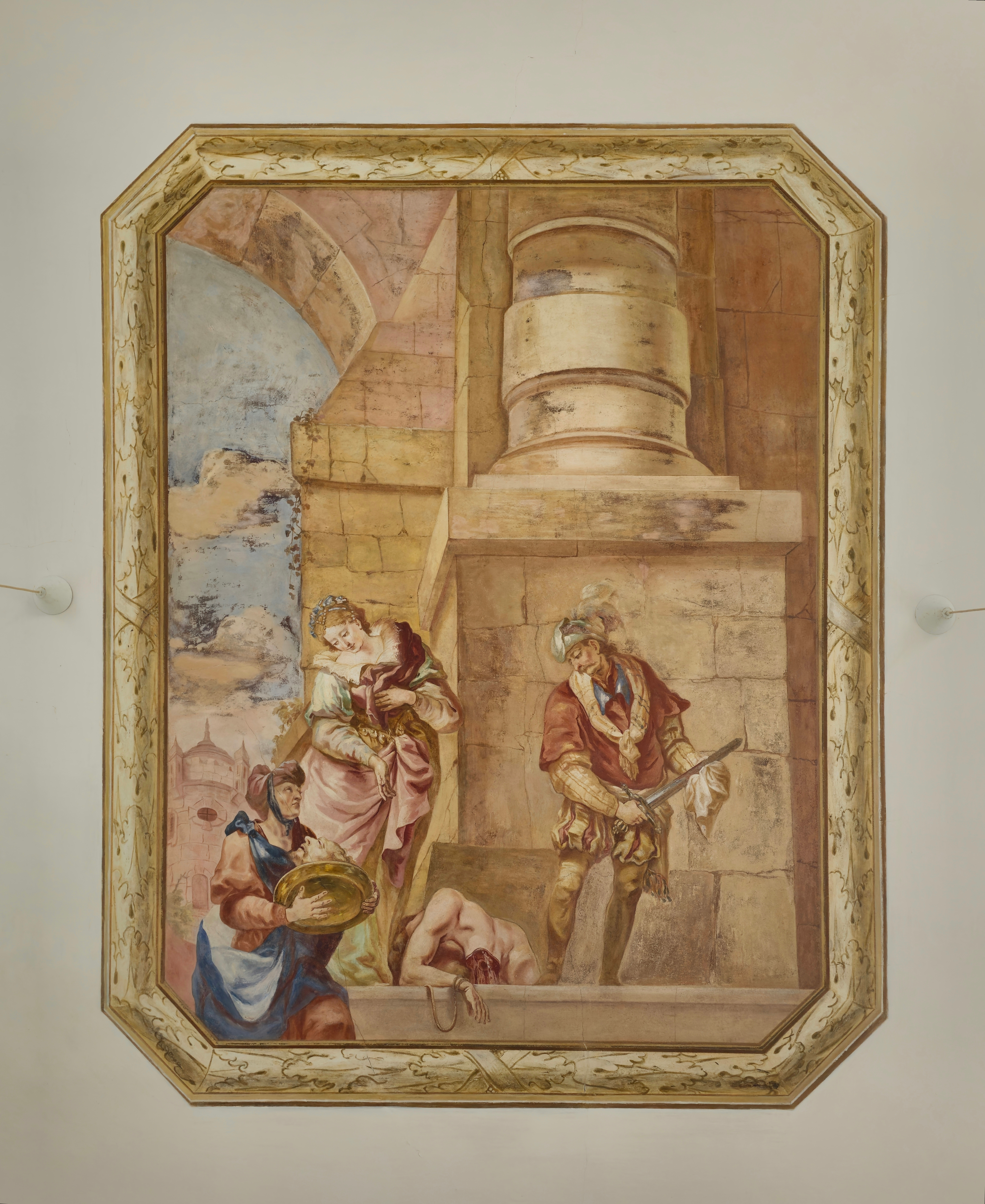
Deckenfresko

Im Jahr 1766 wurde auch die Langhausdecke mit einem 3,60 × 4,20 m messenden Bild der Enthauptung Johannes des Täufers geschmückt. Eingefasst von einem gemalten Blattkranzrahmen, spielt sich die Szene mit lediglich vier Figuren vor einer kolossalen Architekturkulisse ab, von der nur ein kleiner Ausschnitt zu sehen ist. Rechts wischt der Henker das Richtschwert blank. Dabei blickt er auf den zu seinen Füßen liegenden Leichnam des Heiligen. Links davon zeigt eine kniende Dienerin der Prinzessin Salome das abgeschlagene Haupt auf einer Schale.
Die sehr überschaubare Darstellung ist dem kleinen Format und der vergleichsweise niedrigen Deckenhöhe von 5,30 m angepasst. Der Verzicht auf großes Format und vielfigurige Szene wird durch eine im Einzelnen sehr differenzierte Malweise mit feinen Details ausgeglichen, die der Betrachter in einem größeren, höheren Raum kaum mehr wahrnehmen könnte. Dies gilt besonders für das phantasievolle orientalische Gewand des Henkers mit Pumphosen und federgeschmücktem Turban und für die Darstellung der Salome. Die blonde Schönheit mit feinen Gesichtszügen trägt einen Kranz und Perlen im Haar, dazu ein stoffreiches Gewand, das sie mit der linken Hand rafft und an die Brust drückt.
Der Maler ist unbekannt, eine Zuschreibung ist ebenfalls noch nicht gelungen. Er besaß gute technische und farbliche Fertigkeiten. Die Figurenzeichnung setzt die Kenntnis der Fresken Giovanni Battista Tiepolos voraus. Stilistisch ist er an die Augsburger Freskanten der Zeit anzuschließen, wobei die besondere Feinheit der Details bei diesem Bild ihn aber auch in die Nähe der Kupferstich-Künstler rückt.
Das Fresko wurde 1959 restauriert und 1970 geringfügig ausgebessert. Obwohl es zeitweise völlig übermalt war, ist es sehr gut erhalten.

## Weitere Ausstattung
Das Zentrum des Hochaltars aus der 2. Hälfte oder dem Ende des 17. Jahrhunderts bildet 2023 wieder das ursprüngliche Altarblatt eines unbekannten Malers mit einer Darstellung des Sieges des Erzengels Michael über den Teufel in Anlehnung an Guido Reni. Zeitweilig war es durch eine Kreuzigungsgruppe und Putten aus der Mitte des 18. Jahrhunderts ersetzt worden.
Die Kirche besitzt keine Seitenaltäre. An deren Stellen befinden sich zwei klassizistische Konsolen, die jeweils eine Reliquientafel und eine Heiligenfigur tragen. Die Skulpturen der Heiligen Florian und Sebastian gehören stilistisch in die Mitte des 18. Jahrhunderts oder in den frühen Klassizismus.
Von der mittelalterlichen Ausstattung ist noch eine aus Holz geschnitzte und farbig gefasste Pietà vom Anfang des 16. Jahrhunderts erhalten. Ihre Qualität wurde unterschiedlich beurteilt: Alfred Schmid hielt sie für eine „verdorbene aber charakteristische Arbeit vom Ende des 15. Jahrhunderts“, 1977 wurde sie als „schöne geschnitzte Pietà“ beschrieben. Um 1890 befand sie sich an der Nordwand neben der Orgelempore; im späten 20. Jahrhundert stand sie auf der Konsole an der Stirnwand des rechten Seitenschiffs; 2023 befindet sie sich wieder an der nördlichen Langhauswand.
Der Rokoko- oder frühklassizistische Kreuzweg könnte im Zusammenhang mit dem Fresko entstanden sein.
Abgesehen von einer Bank mit Akanthusranken aus der Zeit um 1700 zeigen die Kirchenbänke Formen des Rokoko oder des frühen Klassizismus.

Hochaltar
Hl. Sebastian
Hl. Florian
Gotische Pietà und Kreuzwegstationen